# Resident Evil 2 (jogo eletrônico de 2019)
Resident Evil 2, chamado no Japão de Biohazard RE:2 (バイオハザード RE:2, Baiohazādo Āru Ī Tsū), é um jogo eletrônico de survival horror desenvolvido e publicado pela Capcom, sendo um remake do jogo original de 1998. Foi lançado em janeiro de 2019 para Microsoft Windows, PlayStation 4 e Xbox One, e em junho de 2022 para Amazon Luna, PlayStation 5 e Xbox Series X/S, e uma versão em nuvem para o Nintendo Switch em novembro de 2022. Os jogadores controlam o policial novato Leon S. Kennedy e a estudante universitária Claire Redfield enquanto tentam escapar de Raccoon City durante um apocalipse zumbi.
Resident Evil 2 foi aclamado pela crítica, com elogios direcionados para sua apresentação, jogabilidade e fidelidade ao original. Foi indicado para vários prêmios, incluindo muitos de Jogo do Ano. Em 2023, o jogo vendeu aproximadamente doze milhões de cópias em todo o mundo, superando as vendas do título original.

## Premissa
Resident Evil 2 é uma recriação do Resident Evil 2 original lançado para o PlayStation em 1998. Ao contrário do original, que usa controles angulares de câmera fixa, esta recriação apresenta uma jogabilidade de tiro em terceira pessoa semelhante à Resident Evil 4 e sucessores.
A história se passa na fictícia Raccoon City em Setembro de 1998, onde a Corporação Umbrella causa um surto de um vírus conhecido como T-Vírus na cidade e transformou toda a cidade em zumbis. O jogador pode escolher entre Leon S. Kennedy, um policial novato da polícia de Raccoon City que chega para o seu primeiro dia mas se depara com o surto, ou com Claire Redfield, uma universitária que vai até a cidade atrás de seu irmão, Chris Redfield, um dos protagonistas do primeiro jogo.

## Desenvolvimento
O Resident Evil 2 original foi lançado para o PlayStation em 1998. Após a liberação da nova versão do primeiro Resident Evil para o GameCube em 2002, a Capcom considerou fazer uma nova versão semelhante para o Resident Evil 2, mas o criador da série Shinji Mikami não queria desviar o desenvolvimento de Resident Evil 4. Em agosto de 2015, a Capcom anunciou que um remake estava em desenvolvimento. Nenhum detalhe adicional foi divulgado até a E3 2018, quando a Capcom revelou um trailer e uma sequência de gameplay. Hideki Kamiya, diretor do Resident Evil 2 original, disse que ele havia forçado a Capcom a criar um remake por anos.
O produtor Yoshiaki Hirabayashi disse que a equipe estava se esforçando para capturar o espírito do jogo original, e que a equipe incorporou comentários recebidos sobre Resident Evil 6, um jogo que ele também produziu. Resident Evil 2 usa a RE Engine, o mesmo motor gráfico de jogo usado em Resident Evil 7. O motor permitiu que a Capcom modernizasse a jogabilidade.
Para atender às expectativas modernas, a equipe tentou tornar o remake mais realista; por exemplo, Leon não usa mais ombreiras grandes, que foram adicionadas para distinguir seu modelo original de baixo polígono. Embora eles se esforçassem para fazer um jogo "moderno e acessível", eles se concentraram no terror sobre a ação, na esperança de preservar uma sensação claustrofóbica. O produtor Tsuyoshi Kanda reconheceu a dificuldade de tornar os zumbis assustadores, já que eles se tornaram onipresentes na mídia de entretenimento desde o lançamento do Resident Evil original em 1996. Ao remover os ângulos de câmera fixa, a equipe teve que usar diferentes maneiras para esconder os inimigos, usando elementos como layout da sala, iluminação e fumaça. O novo sistema de câmera também afetou o design do som, já que não fazia mais sentido que o som viesse de uma fonte fixa.
Resident Evil 2 foi lançado no PlayStation 4, Microsoft Windows e Xbox One em todo o mundo em 25 de janeiro de 2019. O jogo suporta melhorias no PlayStation 4 Pro e no Xbox One X, oferecendo resolução 4K à 60 frames por segundo.

## Recepção
Resident Evil 2 recebeu "aclamação universal" para as versões de PlayStation 4, Xbox One e Microsoft Windows de acordo com o agregador de resenhas Metacritic.
A Game Informer disse que "Resident Evil 2 não só parece ótimo, ele joga bem, e obriga você a uma série de encontros sombrios que são uma corrida total." The Guardian escreveu que era "um lembrete de quão bem trabalhados eram os jogos de terror de sobrevivência quando estavam em seu auge." The Telegraph descreveu-o como "um retorno emocionante ao legado do jogo original de 1998".
A Eurogamer descreveu-o como "uma magistral releitura de um clássico moderno". A Destructoid o chamou de "uma marca de excelência. Pode haver falhas, mas elas são insignificantes e não causam danos massivos." A Polygon disse que Resident Evil 2 apresenta "o melhor do survival horror", enquanto a Kotaku também deu elogios semelhantes, dizendo que "fornece alguns dos melhores momentos da franquia". A GameSpot disse que, com Resident Evil 2, "a clássica franquia de survival horror abraça seu passado de uma forma nova e excitante". A USgamer também elogiou, escrevendo que "Resident Evil 2 é o melhor jogo da franquia Resident Evil e representa uma série e uma desenvolvedora em seu auge".
Após a exibição do jogo na E3 2018, Resident Evil 2 ganhou o prêmio de "Melhor Jogo do Show" no Game Critics Awards 2018. A 1-Shot Demo recebeu mais de 4,7 milhões de downloads em todo o mundo.

### Vendas
O jogo vendeu três milhões de cópias em todo o mundo em sua primeira semana de vendas, subindo para quatro milhões em um mês, com mais de um milhão somente no PC. Tornou-se o segundo maior lançamento da Capcom na Steam depois de Monster Hunter: World, de 2018. Resident Evil 2 estreou em segundo lugar nas paradas japonesas com 252.848 unidades vendidas, atrás de Kingdom Hearts III. Em março (dois meses depois do seu lançamento), o jogo ainda estava entre os 20 jogos mais vendidos no Japão, com mais de 352.000 cópias vendidas. Resident Evil 2 também liderou as paradas do Reino Unido, tornando-se o maior lançamento da Capcom nesse território desde Resident Evil 7: Biohazard (2017) em vendas físicas de varejo e foi o jogo mais vendido do Reino Unido em janeiro de 2019, apesar de estar disponível por apenas dois dias naquele mês. Até dezembro de 2019, o jogo havia vendido mais de 5,8 milhões de cópias, tornando-se mais bem-sucedido comercialmente do que o jogo original. O título vendeu mais de 6,5 milhões de unidades até abril de 2020; 7,8 milhões de cópias até dezembro de 2020; e 9,3 milhões de unidades até dezembro de 2021. Em julho de 2022, o jogo ultrapassou a marca de 10 milhões de unidades vendidas. Em janeiro de 2023, vendeu 11,2 milhões de cópias. Em junho de 2023, foram vendidas 12,6 milhões de unidades, ultrapassando Resident Evil 7: Biohazard e tornando-se o jogo de Resident Evil mais vendido.

### Prêmios e indicações
| Ano  | Premiação                        | Categoria                                     | Resultado | Ref.                 |
| ---- | -------------------------------- | --------------------------------------------- | --------- | -------------------- |
| 2018 | Game Critics Awards              | Jogo do Show                                  | Venceu    | [ 50 ]               |
| 2018 | Game Critics Awards              | Melhor Jogo de Console                        | Indicado  | [ 50 ]               |
| 2018 | Game Critics Awards              | Melhor Jogo de Ação-aventura                  | Indicado  | [ 50 ]               |
| 2019 | Japan Game Awards                | Prêmio de Excelência                          | Venceu    | [ 51 ]               |
| 2019 | Golden Joystick Awards           | Melhor Áudio                                  | Venceu    | [ 52 ] [ 53 ] [ 54 ] |
| 2019 | Golden Joystick Awards           | Ultimate Jogo do Ano                          | Venceu    | [ 52 ] [ 53 ] [ 54 ] |
| 2019 | Hollywood Music in Media Awards  | Canção Original - Jogo Eletrônico ("Saudade") | Venceu    | [ 55 ] [ 56 ]        |
| 2019 | The Game Awards 2019             | Jogo do Ano                                   | Indicado  | [ 57 ]               |
| 2019 | The Game Awards 2019             | Melhor Direção de Jogo                        | Indicado  | [ 57 ]               |
| 2019 | The Game Awards 2019             | Melhor Design de Áudio                        | Indicado  | [ 57 ]               |
| 2019 | The Game Awards 2019             | Melhor Jogo de Ação-aventura                  | Indicado  | [ 57 ]               |
| 2020 | New York Game Awards             | Big Apple Award para Jogo do Ano              | Indicado  | [ 58 ] [ 59 ]        |
| 2020 | New York Game Awards             | Freedom Tower Award para Melhor Remake        | Venceu    | [ 58 ] [ 59 ]        |
| 2020 | D.I.C.E. Awards 2020             | Excelência em Direção de Arte                 | Indicado  | [ 60 ]               |
| 2020 | D.I.C.E. Awards 2020             | Excelência em Design de Áudio                 | Indicado  | [ 60 ]               |
| 2020 | D.I.C.E. Awards 2020             | Jogo de Aventura do Ano                       | Indicado  | [ 60 ]               |
| 2020 | NAVGTR Awards                    | Jogo do Ano                                   | Indicado  | [ 61 ] [ 62 ]        |
| 2020 | NAVGTR Awards                    | Direção em um Jogo Cinematográfico            | Indicado  | [ 61 ] [ 62 ]        |
| 2020 | NAVGTR Awards                    | Revivência de um Jogo Clássico                | Venceu    | [ 61 ] [ 62 ]        |
| 2020 | NAVGTR Awards                    | Edição de Som em um Jogo Cinematográfico      | Indicado  | [ 61 ] [ 62 ]        |
| 2020 | SXSW Gaming Awards               | Excelência em SFX                             | Indicado  | [ 63 ]               |
| 2020 | Famitsu Dengeki Game Awards 2019 | Melhor Jogo de Ação-aventura                  | Indicado  | [ 64 ]               |
| 2020 | G.A.N.G. Awards 2020             | Melhor Canção Original ("Saudade")            | Indicado  | [ 65 ] [ 66 ]        |